# Gaetano Pignoni
Gaetano Pignoni, né et mort à Bologne, est un sculpteur et médailleur italien du XVIIIe siècle.

## Biographie
Gaetano Pignoni est actif à Bologne de 1766 à 1795. On peut aujourd'hui retrouver dans le couvent de l'église Santa Maria Annunziata di Fossolo (en) de cette ville des statues gravées de Pignoni, ainsi que des peintures d'Ubaldo Gandolfi, Gaetano Gandolfi, Carlo Antonio Crespi, Giacomo Cavedone et Filippo Pedrini. Il y a aussi effectué les bas-reliefs du chemin de croix.